# Wolf und Schafe

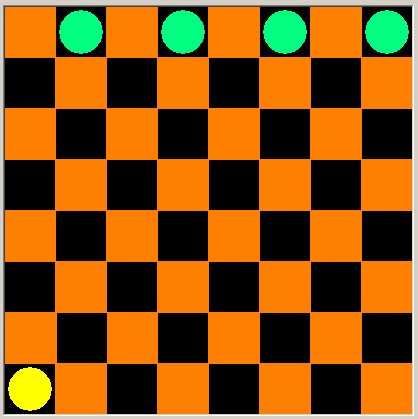
Wolf und Schafe (eine der möglichen Startpositionen)

Wolf und Schafe ist ein traditionelles Brettspiel für zwei Spieler. Es wird auf einem Damebrett (Schachbrett) mit 8 mal 8 Feldern gespielt.
Erwähnt wird es bereits 1811 in Joachim Heinrich Campes Wörterbuch der deutschen Sprache. Für die Schafe gibt es eine Gewinnmethode, egal auf welchem Feld der Wolf beginnt.
Das Spiel Wolf und Schafe ist in verschiedenen Ländern unter verschiedenen Namen (wie Wolf und Hunde, Fuchs und Gänse, Hase und Jäger usw.) bekannt.

## Regeln
Einer der Spieler bekommt einen schwarzen Stein (den Wolf), der andere vier weiße Steine (die Schafe). Gespielt wird nur entweder auf den weißen oder auf den schwarzen Feldern. Die Steine werden diagonal auf ein freies angrenzendes Feld gezogen – die Schafe dürfen nur vorwärts ziehen, der Wolf vorwärts und rückwärts. Es wird weder geschlagen noch gesprungen. Am Anfang stehen der Wolf und die Schafe auf gegenüber liegenden Grundreihen und der Wolf darf beginnen.
Der Wolf gewinnt die Partie, wenn er die gegenüberliegende Grundreihe erreicht. Die Schafe gewinnen, wenn sie den Wolf einkreisen oder an den Brettrand drücken, so dass er nicht mehr ziehen kann.